# دزد بغداد (فیلم ۱۹۲۴)
دزد بغداد (به انگلیسی: The Thief of Bagdad) فیلم آمریکایی که در سال ۱۹۲۴ به کارگردانی رائول والش ساخته شد. این فیلم در لیست بهترین فیلم‌های فانتزی، در رتبه نهم قرارگرفت. این فیلم یکی از دستاوردهای بزرگ سینمای صامت در زمان خود محسوب می‌گردد. داگلاس فربنکس بازیگر اصلی و تهیه‌کننده فیلم، در یکی از بهترین نقش‌های خود ظاهر شده‌است.

## داستان فیلم
دزد بغداد (فربنکس) خود را به داخل قصر خلیفه می‌رساند و دل به شاهزاده خانمی پری‌رو (جانستون) می‌بندد. اما به زودی گرفتار و محکوم به اعدام می‌شود. با این همه، شاهزاده خانم که جلب دزد بغداد شده از مرگ نجاتش می‌دهد و حتی به نشانه عشق، حلقه‌ای به او هدیه می‌دهد. شاهزاده خانم خواستگاران بسیاری دارد و خلیفه برای انتخاب فرد مناسب حکم می‌دهد که همه رهسپار سرزمین‌های دوردست بشوند و در بازگشت کسی‌که گنجینه با ارزش‌تر و غریب‌تری همراه بیاورد با دخترش ازدواج کند. در اینجا دزد بغداد در کنار بقیه خواستگاران، درگیر ماجراهای شگفت‌انگیز می‌شود تا امکان وصال محبوبه‌اش را پیدا کند.

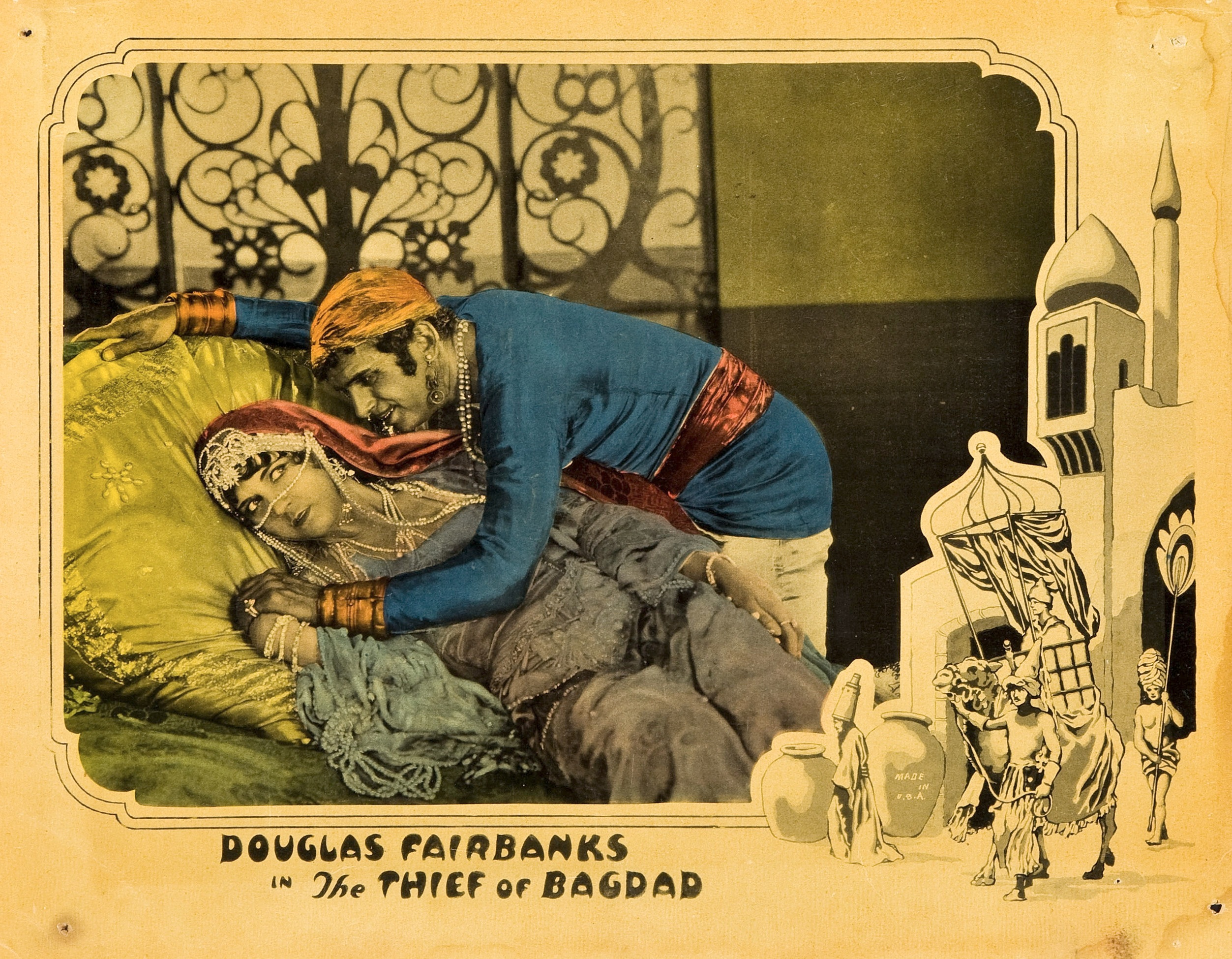
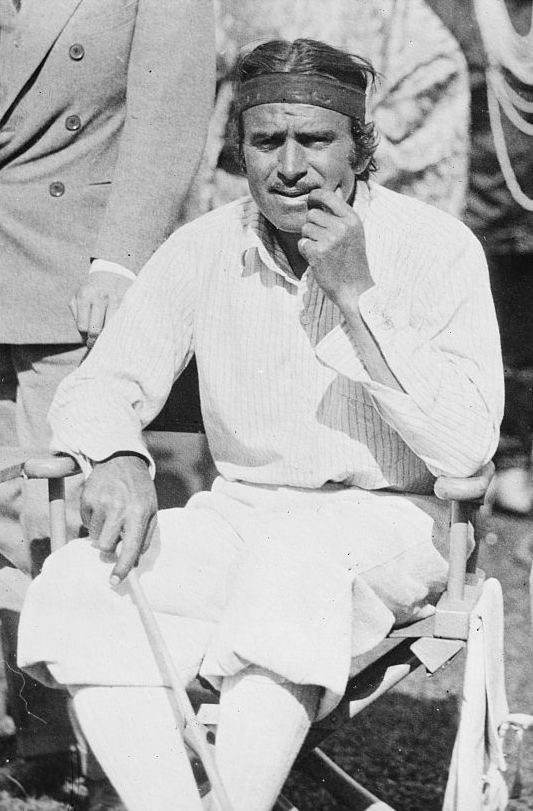